# 设计式缺陷
设计式缺陷（英語：Defective by Design）是由自由软件基金会发起组织的反数字版权管理（DRM）运动。DRM技术被自由软件社群以及其他反对DRM的群体讽刺为「数字限制管理」（Digital Restrictions Management）或「数字限制机制」（Digital Restrictions Mechanisms） ，相比传统媒体（如纸质书和CD），使用了多种手段限制了用户自由使用他们购买的电影、音乐、文学作品、软件和硬件的能力。
“设计式缺陷”认为：DRM是开发者主动“设计”出来的产品“缺陷”，其目的是阻止用户自由使用产品。而对于这一点，他们认为这将严重削弱数字自由的未来。此运动针对“大媒体、（对消费者）没有帮助的经销商、DRM发行商”，意在唤醒公众对这个问题的意识并提高参与的积极性。这是自由软件基金会首次尝试与社会活动家在共同的主题上携手，并鼓励自由软件支持者参与进来。在2006年末，此阵营声称已经有超过12000名成员加入。

## 对数字版权管理的观点
数字版权管理是通过采用多种手段，对多媒体产品（包括音频、视频和游戏等）进行加密，从而自然而然地使得版权持有者可以对用户进行限制。例如：禁止对内容进行拷贝和复制，借此希望完全阻止版权侵害，但这同时也阻止了完全合法的分享和存档；对系统的输入输出进行加密和妨碍，这阻止了消费者使用非官方的外设，特别是来自竞争对手的；DRM还能够禁止对CD和DVD进行复制，从而让观看者无法跳过其中的广告；DRM还会在不同的竞争产品间创造兼容性问题。尽管有技术背景的用户通常能找到绕过DRM的方法，然而这是非常困难的，而对于普通用户，这阻止了用户以合法的方式使用产品。
除了限制拷贝以外，DRM技术还能使计算机的行为不被其拥有者所掌控。

## 标记行动

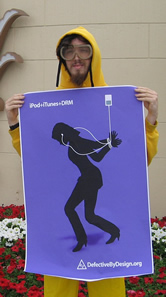
支持者抗议海报，于2006年

Defective by Design网站鼓励用户利用网站的标签功能，例如Amazon.com和Slashdot和其它允许进行标记的网站，对那些带有DRM技术的产品，加入“defectivebydesign”的标签。